# 負所得稅
在经济学中，负所得税（英語：negative income tax，即）是一种改变低于一定水平的收入纳税方向的制度：收入高于该水平的人向国家缴税，而收入低于该水平的人则得到补贴。与直接向公民发放补助相比，负所得税被认为是一种避免福利陷阱的手段，即规避社会福利削弱人们工作的积极性的问题。

负所得税是由英国作家兼政治家朱丽叶·里斯-威廉姆斯在20世纪40年代早期编写贝弗里奇报告时提出的，后来由美国经济学家米爾頓·佛利民在20世纪60年代推广，是一种当穷人的收入低于某个门槛时国家向他们发放补助，而对高于该门槛的收入征收税款的制度。除了弗里德曼之外，NIT 的支持者还包括詹姆斯·托宾、约瑟夫·A·佩奇曼、吉姆·格雷 和理查德·尼克松总统。尼克松在家庭援助计划中建议实施修改后的负所得税。在负所得税越来越受欢迎之后，美国政府在1968年至1982年间资助了一项实验，研究负所得税对劳动力供给、收入和替代效应的影响。 